# Uncharted: Drake's Fortune
Uncharted: Drake's Fortune (litt. « Inexploré : Le Destin de Drake ») est un jeu vidéo développé par le studio américain Naughty Dog et édité par Sony Computer Entertainment, sorti en 2007 sur PlayStation 3.
Le titre se présente comme un jeu d'action-aventure, mêlant des combats à armes à feu et des phases de plate-formes. Le récit suit le périple de l'aventurier moderne Nathan Drake qui, sur les traces de son supposé ancêtre Francis Drake, part en quête du trésor El Dorado, aidé de son ami Victor Sullivan et de la journaliste Elena Fisher.
Il est annoncé par Sony, lors de sa conférence à l'E3 2009, que le jeu s'est vendu à 2,6 millions d'exemplaires.
Amy Hennig s'occupe de la direction créative. Dirigée par Gordon Hunt, la distribution comprend notamment Nolan North, Emily Rose, 	Richard McGonagle,	Simon Templeman,	Robin Atkin Downes et James Sie.
Premier jeu de Naughty Dog sur la PlayStation 3,  le jeu connaît plusieurs suites : Among Thieves en 2009, Drake's Deception et Golden Abyss en 2011 ainsi que A Thief's End en 2016. Un standalone intitulé The Lost Legacy est également sortie en 2017. Bien que ne reprenant pas l'intrigue du jeu, une adaptation cinématographique sobrement titré Uncharted est sortie en février 2022 avec Tom Holland et Mark Wahlberg.

## Trame

### Toile de fond

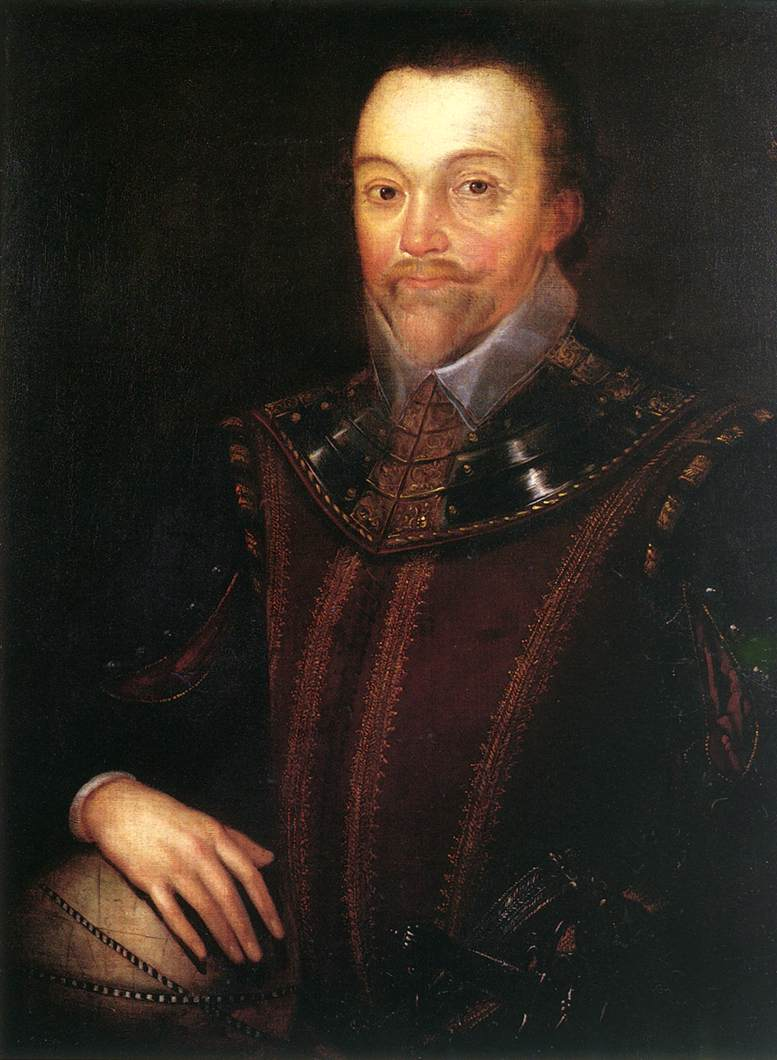
Nathan Drake tente de suivre les traces de l'explorateur Sir Francis Drake afin de trouver la cité d'El Dorado.

Le jeu se déroule majoritairement sur une île de l'océan Pacifique et met en scène Nathan Drake (Nolan North), un chasseur de trésor qui parcourt le globe à la recherche de reliques et autres objets de valeur ainsi que supposé est descendant de l'illustre corsaire et explorateur sir Francis Drake, disparu dans de mystérieuses conditions après avoir amassé de nombreux trésors. Accompagné de son ami et mentor, Victor « Sully » Sullivan (Richard McGonagle), et d'une réalisatrice de documentaires, Elena Fischer (Emily Rose), Nathan tente de retrouver sa trace. Ils finissent par retrouver le tombeau de Francis Drake au large des côtes panaméennes mais ne découvrent à l'intérieur que son carnet, indiquant qu'il était sur les traces d'El Dorado, la légendaire cité d'or,.
Le trio sera en affrontement direct avec Gabriel Roman (Simon Templeman) à qui Sully doit de l'argent et qui a engagé de nombreux mercenaires dont Atoq Navarro (Robin Atkin Downes) et Eddy Raja (James Sie),,.

### Résumé
Nathan Drake, un chasseur de trésor qui parcourt le globe à la recherche de reliques et autres objets de valeur, est persuadé d'être le descendant de l'illustre corsaire et explorateur Francis Drake, disparu dans de mystérieuses conditions après avoir amassé de nombreux trésors. Accompagné de son compère, Victor Sullivan et d'une réalisatrice de documentaires, Elena Fischer, Nathan tente de retrouver sa trace. Ils finissent par retrouver le tombeau de Francis Drake au large des côtes panaméennes mais ne découvrent à l'intérieur que son carnet, indiquant qu'il était sur les traces d'El Dorado, la légendaire cité d'or.
Décidant de laisser de côté Elena pour conserver illégalement le trésor, Nathan et Sully partent pour l’Amazonie afin de trouver El Dorado et découvrent qu'il ne s'agit pas d'une cité mais d'une immense statue d'or valant plusieurs millions de dollars. Néanmoins la statue n'est plus présente, les espagnols l'ayant récupérée sur place plusieurs siècles auparavant.
En explorant les lieux du temple, le duo découvre l'épave d'un sous-marin allemand de la Seconde Guerre mondiale et, en le fouillant, Nathan constate que les Nazis recherchaient aussi la statue et qu'ils l'avaient localisée sur une île du Pacifique sud. Cependant Nathan et Sully sont capturés par Gabriel Roman, riche criminel envers qui Sully a de lourdes dettes, et Atoq Navarro, son homme de main. Sully prend une balle pour protéger Nathan et ce dernier fuit, retrouvant Elena au passage et s'excusant pour son attitude.
Ils partent ensemble pour l'île, mais leur avion est abattu en plein ciel par des pirates engagés par Roman. D'abord séparés, ils finissent par se retrouver et constatent qu'un port espagnol avait été construit sur l’île mais semble avoir été détruit.
Sully s’avère finalement être vivant et prisonnier. Après l'avoir délivré, le trio découvre l’existence d'un bunker SS sur l'île mais aussi la présence de monstres qui déciment les pirates à leur poursuite. Pénétrant dans le bunker et retrouvant au passage la dépouille de Francis Drake, Nathan découvre enfin la vérité : la statue d'El Dorado est maudite et quiconque tente de s'en emparer se transforme en monstre, ce qui a entraîné la chute des colons espagnols à l'époque et a poussé Francis Drake à détruire le port puis à finir sa vie sur l'île afin de s'assurer que la statue ne finisse pas entre de mauvaises mains. Les nazis, quant à eux, ont également été maudits lorsqu'ils ont retrouvé la statue lors de la Seconde Guerre mondiale.
Elena est alors capturée par Roman et force Nathan et Sully à se rendre. Ils trouvent tous l'El Dorado mais Navarro trahit Roman en le poussant à ouvrir la statue pour le maudire puis l'abattant sans pitié, annonçant qu'il va revendre El Dorado au marché noir comme arme biologique. Sully retient ses hommes pendant que Nathan le poursuit et l'affronte à bord de son Cargo afin de le stopper,.
Il parvient à sauver Elena et envoie la statue et Navarro par le fond. Alors que les deux se rapprochent, Sully vient les récupérer avec un bateau rempli d'or espagnol, ils quittent l'île sans encombre.

## Système de jeu
Uncharted: Drake's Fortune est une aventure solo qui mêle des combats à armes à feu basé sur un système de couverture et des phases de plateformes, à mi-chemin entre Prince of Persia, Splinter Cell et Tomb Raider.
Lors d'affrontements armés, Nathan a la possibilité de se couvrir derrière les éléments du décor dans des postures diverses et de se découvrir subrepticement pour tirer. Si l'ennemi est à proximité, il peut enchaîner par des combos de coups au corps à corps. Le personnage peut seulement porter une arme de poing, une arme lourde et quelques grenades. Le système de visée est manuel. Les munitions sont disponibles en quantité limitée et le personnage renfloue son arsenal directement auprès des ennemis tués. Il existe une vingtaine d'armes différentes dont les principales variables sont la puissance de feu, la précision, la portée et le temps de recharge.
La palette de mouvements du héros est digne de Lara Croft : sauter, escalader, se balancer à une corde, nager, etc. Durant les combats, le personnage peut disposer de ses mouvements d'acrobates pour se mouvoir rapidement et exploiter le décor à son avantage : faire une roulade entre deux points de couverture, se suspendre derrière un obstacle pour tirer. La fonction de reconnaissance de mouvement Sixaxis de la manette est exploité pour déterminer la trajectoire des lancers de grenades, assurer l'équilibre du personnage dans les passages étroits surélevés et se défaire des ennemis qui s'agrippent à lui. L'action est agrémenté par une course-poursuite en jeep et la remontée d'un cours d'eau en motomarine.
Quelques énigmes, assez simples, parsèment l'aventure. Le joueur peut s'aider du carnet de bord de Sir Drake pour les résoudre.
Le jeu propose quatre niveaux de difficulté. Il intègre un système de récompenses basés sur des actions émérites à réaliser ainsi que la quête de 61 trésors disséminés dans les décors. Le système est converti en Trophées en 2008 via une mise à jour. Uncharted est le premier jeu sur support Blu-ray Disc compatible avec les Trophées.

## Réalisation
La réalisation se distingue par des environnements de jeu détaillés, dominés par la forêt tropicale, les vestiges d'une colonie du XVIe siècle et l'océan et les cours d'eau. Nathan dispose d'animations variées et dynamiques, qui évoluent en fonction de son état de fatigue et des dangers immédiats. À l'instar de Jak and Daxter, le chargement des éléments de jeu se fait par streaming (sans temps de chargement).

## Production

### Le début d'une nouvelle licence

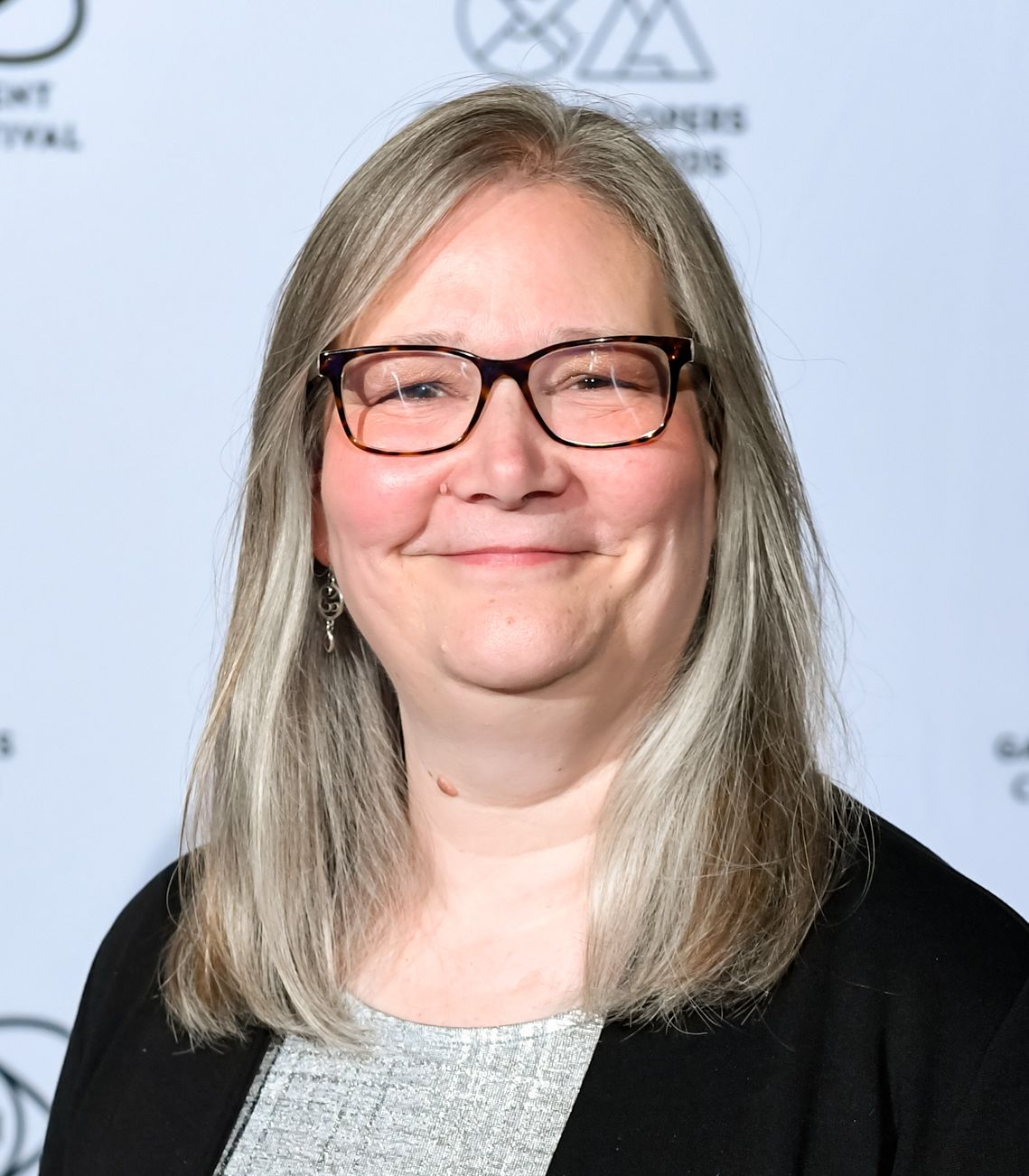
Chargé de la direction créative, Amy Hennig est l'une des personnes les plus importantes derrière le projet.

Uncharted: Drake's Fortune est développé par Naughty Dog, studio américain interne de Sony Computer Entertainment, créateur des séries Crash Bandicoot et Jak and Daxter. Il s'agit du premier jeu du studio pour la PlayStation 3. La direction créative du projet est menée par Amy Hennig, connue pour son implication dans la série Legacy of Kain. Richard Lemarchand est le responsable du game design. Hirokazu Yasuhara fait partie de l'équipe de game designer. Mark Cerny et sa société apportent une contribution additionnelle au projet dans les domaines du game design et de la programmation. Les directeurs artistiques sont Bob Rafei et Bruce Straley. Le compositeur est Greg Edmonson.
Le développement, qui comprend une année de pré-production et deux années de production, occupe 70 membres du studio à plein temps et six contracteurs. L'origine du projet remonte à la fin de l'année 2004. L'idée est dès le départ de faire un jeu d'action à la troisième personne situé dans un monde continu sans temps de chargement mais les spécificités du gameplay, l'histoire et les paramètres ont beaucoup évolué au fil des discussions. L'idée était de faire un jeu d'action aventure pulp se déroulant à l'époque contemporaine, citant les films Benjamin Gates et Da Vinci Code,,. À l'exception des sections basés sur un véhicule, le gameplay du jeu est concentré sur quelques mécaniques de bases, ce qui suppose une approche de conception différente de la série Jak and Daxter qui proposait des missions avec un gameplay varié. Le système de couverture (en) reprend celui de Kill Switch (2003), popularisé grâce à Gears of War (2007).

### Moteur de jeu
Comme pour leurs précédents projets sur PlayStation 2, les développeurs utilisent plusieurs moteurs de rendu à la fois, écrits spécifiquement pour gérer les différentes composantes de l'univers du jeu. Deux des principaux systèmes gèrent le rendu de la géométrie et un troisième est consacré à l'eau. Ils sont fortement optimisés pour l'architecture matérielle de la PlayStation 3, utilisant dans certains cas les unités de calcul vectoriel (SPU) du processeur CELL.

### Animation
Le passage entre les deux générations de consoles a permis de confectionner des personnages plus réalistes. Ainsi, les textures des personnages, faites à la main, qui étaient auparavant de deux ou trois oscillent maintenant entre une vingtaine et une trentaine. Quant à la modélisation des personnages, elle peut atteindre trente millions de polygones tandis que les expressions faciales passent d'une fourchette de soixante à quatre-vingts à entre deux cents et trois cents par personnages. Les ombres ont également été améliorées afin de donner un rendu plus cinématographique. Pour rendre Nathan plus réaliste, Naughty Dog a tenté de lui donner des imperfections, comme le fait de trébucher ou de ne pas se rattraper parfaitement à un rebord.

### Capture de mouvement
Le studio a dû faire avec de nouveaux graphismes, loin des versions cartoonesques fait mains de Crash Bandicoot et des Jak and Daxter, et ainsi utiliser pour la première fois la technique de la capture de mouvement,,. Les mêmes acteurs sont utilisés pour les performances physiques et  dans les scènes cinématiques, ce qui est assez rare pour l'époque. Les développeurs pensent que la technologie tend désormais à un degré de fidélité si important des personnages que le joueur est en mesure de noter les nuances qu'un acteur de formation apporte lors d'une séance de capture de mouvement. La conception des personnages est guidée par la simplicité avec l'idée que la personnalité des protagonistes doit transparaître à travers la performance d'acteur plutôt que leurs accessoires et gadgets. Dans l'optique de donner un visage humain et vulnérable au personnage principal, les développeurs utilisent des techniques qui permettent de superposer et mélanger divers animations durant les phases de jeu. Ils utilisent également des techniques de cinématique inverse pour rendre l'intégration du personnage à son environnement plus réaliste.
Le studio voulait également des comédiens avec de l'expérience au théâtre et face caméra,. Gordon Hunt qui a officié à la direction des comédiens a dirigé également pour de nombreuses séries d'animation d'Hanna-Barbera Productions ou encore pour des jeux vidéo comme Legacy of Kain et God of War II sorti la même année. Il explique « Eh bien je pense que le rassemblement du cinéma, du théâtre, de la vidéo et des jeux s'effectue ici sur la scène de la capture de mouvement. Je mets vraiment tout en scène comme pour une pièce ou pour une scène de film ». Il n'est pas le seul membre présent des jeux Legacy of Kain puisque Simon Templeman, l'interprète de Kain, joue Roman.
Pour ce qui est de l'interprète de Nathan Drake, Nolan North, ce dernier a déjà de l'expérience dans les jeux vidéo et fait par ailleurs partie la même année de la distribution du Assassin's Creed dans lequel il joue Desmond,. Pour ce qui est de la technique de capture de mouvement qu'il a déjà expérimenté auparavant, il explique : « Uncharted est bien plus différent que tout ce que j'ai fait d'autre en raison du caractère physique que vous apportez au jeu[...]Avec Uncharted, vous n'êtes pas juste une voix ». En faisant référence à un autre jeu auquel il a participé : « J'ai sérieusement oublié certains des jeux que j'ai fait[...]mais Uncharted, c'est quelque chose que je ne pense pas être capable d'oublier[...]C'était plus comme une performance théâtrale[...]vous jouez avec d'autres acteurs[...] c'était une performance théâtrale qu'ils ont mis dans un jeu vidéo ».

## Accueil
Uncharted est bien accueilli par la presse, qui salue la jouabilité, le rythme de l'aventure, le travail d'écriture et la réalisation. Les médias anglophones lui attribuent une note moyenne de 88 %

## Clin d'œil
Le jeu intègre des références à la série Jak and Daxter dans le jeu. Ainsi, le visage du personnage Daxter et le nom de sa race apparaissent sur la combinaison de plongée de Nathan Drake et un trésor prend la forme d'une Orbe des Précurseurs,.

## Postérité

### Suites
En raison de l'accueil des médias et des joueurs, Uncharted: Drake's Fortune est devenu le premier volet d'une franchise sur différent supports.
Ainsi, Naughty Dog et Sony décident de donner une suite au titre nommée Uncharted 2: Among Thieves, le 13 octobre 2009 aux États-Unis, et le 14 octobre 2009 en Europe. Elle emmène le joueur en Asie, sur les traces de la flotte perdue de Marco Polo. Avant la sortie du jeu, un comics animé titré Uncharted: Eye of Indra se déroulant avant le premier volet est sorti.
En décembre 2010, Naughty Dog officialise Uncharted 3: L'Illusion de Drake, troisième volet de la franchise. Centré sur la relation entre Drake et Sully, le titre relate la recherche d'une ancienne cité perdue dans la péninsule arabique, et oblige Nathan à traverser le désert de Rub al-Khali.
Afin d'accompagner la sortie de la PlayStation Vita, le studio SCE Bend Studio développe le jeu Uncharted: Golden Abyss sorti en 2011 et dont les événements se déroulent avant ceux des autres jeux.
Le jeu est réédité en octobre 2015 sur PlayStation 4 dans une compilation des trois premiers épisodes de la série dans Uncharted: The Nathan Drake Collection,.
Annoncé via une vidéo teaser le 14 novembre 2013, puis dévoilant son nom A Thief's End en juin 2014, le quatrième volet est sorti le 10 mai 2016 exclusivement sur PlayStation 4,. Cet opus, qui marque la dernière apparition de Nathan Drake, raconte la chasse aux trésors de ce dernier et de son frère Sam, laissé pour mort, afin de trouver le butin du flibustier Henry Avery,.

### Adaptation cinématographique
Fin 2010, une adaptation avec David O. Russell dernière la caméra et à l'écriture est annoncée. Si Nathan Fillion déclare vouloir endosser le rôle de Nate, c'est Mark Wahlberg qui est officialisé dans le rôle de l'aventurier,. Courant 2011, O Russell déclare qu'il quitte le projet.
En février 2014, le projet refait parler de lui. Columbia Pictures annonce que Uncharted sortira en 2016 et officialise également l'affiliation de Seth Gordon au projet en tant que réalisateur.
Il sera distribué par Columbia Pictures, filiale de Sony Pictures.
Dans le rôle de Nathan Drake, Nolan North, l'acteur qui prête son corps pour la capture de mouvement et sa voix dans le jeu, ne semble pas intéressé même si son physique le rapproche du personnage.
Exprimant son envie depuis de nombreuses années de jouer le rôle principal, Nathan Fillon réalise partiellement son souhait en participant à un court métrage (en) réalisé par Allan Ungar reprenant l'univers du jeu et qui est diffusé le 16 juillet 2018 sur Youtube.
En mai 2017, il est révélé que le film sera une préquelle aux jeux vidéo et que Nathan Drake sera incarné par un acteur plus jeune, Tom Holland. Quant à Mark Wahlberg, il est annoncé en mars 2020 dans le rôle de Victor « Sully » Sullivan. Pour ce qui est de la réalisation, tour à tour et au fil des années, Shawn Levy, Dan Trachtenberg et Travis Knight sont annoncés, mais c'est à Ruben Fleischer que revient la tâche de réaliser le film,,,.
Finalement, après plus de dix années à se concrétiser, le film est annoncé pour le 16 février 2022 dans les salles françaises.